# PLエキス
PLエキス（ピーエルエキス、PL extract）とは、中南米に自生するシダの一種のダイオウウラボシ（学名 Phlebodium aureum、別名 Polypodium leucotomos）の抽出成分。原料としての商品名はフェーンブロック (Fernblock)。伝統的に湿布の形で利用されており、スペインではDifurの商品名で医薬品として白斑や乾癬に使われている。21世紀には主に経口摂取で白斑の治療や日焼け反応の防御を中心として、様々な皮膚疾患の治療研究が行われてきた。栄養補助食品として入手できる。レビューによれば、まれな副作用として軽症から中等症の痒みや消化器症状の訴えが起こることがある。

## 原料
原料に使用されているダイオウウラボシ（ウラボシ目ウラボシ科ポリポディウム属）は、中南米に自生するシダで、現地では calaguala と呼ばれておりその抽出成分は anapsos と呼ばれている。
最初の文献は1788年の、Ruizによるもので calaguala と記されているがこの呼び名では多くの種の植物を指している。ダイオウウラボシが生息する地理分布としてはアンデス地方の標高700-2500メートルの山岳部で、特にホンジュラス共和国のヨホア湖の近くで栽培されている。伝統的に湿布として、また乾癬やアトピー性皮膚炎など皮膚疾患に使われてきた。
抽出成分には、クロロゲン酸、クマル酸、バニリン酸、コーヒー酸、フェルラ酸が含まれる。フェルラ酸がPLの中で最も強い抗酸化物質である。

## 研究と利用
ハーバード大学医学大学院における光防御分野の第一人者トーマス・B・フィッツパトリック（皮膚科医）により、15年間以上にわたり臨床研究が行なわれた。
抽出成分は、スペインでは Difur の商品名で医薬品として販売され、白斑や乾癬に使われてきた。2000年以降、欧州でPLはエキスは外用、経口の両方の形で販売され、2006年より米国を含む26か国以上で栄養補助食品として入手できる。
2018年にアメリカ食品医薬品局 (FDA) は、現時点では適切な強さで紫外線防御ができる錠剤やカプセルはないとして、証明されていない主張を行っている栄養補助食品に警告書を送付した。警告対象には Solaricare（PLエキス）が含まれる。
日焼け止めサプリメントにも含有されている。
- 海外: 代表的にはヘリオケア (Heliocare、スペイン製) IFC[7]
- 日本: ノーブ (noUV)[8]など

## 作用機序
PLエキスは紫外線防御に対し、抗酸化作用、免疫防御作用、細胞DNA保護作用、皮膚構造の保存の4つ効果があるといわれている。

### 抗酸化作用
紫外線 (UV) が皮膚に生じさせる反応として炎症反応が起こり、活性酸素 (ROS) やフリーラジカル（スーパーオキシドアニオン O2-、ヒドロキシラジカル OH、一重項酸素 1O2、過酸化水素 H2O2）を発生させる。日光弾性症や皮膚癌の原因となる。
試験管研究ではPLエキスには、活性酸素、脂質過酸化反応の発生に関与する光酸化ストレスに対して抗酸化作用が認められ、スーパーオキシドアニオン、ヒドロキシラジカル、一重項酸素を阻害し、過酸化水素への阻害は有意ではなかった。無毛ラットに経口投与したPLエキスは、UVB・UVA照射によって誘発されるグルタチオン酸化を阻害し、ランゲルハンス細胞の枯渇を抑制した。PLエキスは試験管研究で、UVAを照射したヒトの線維芽細胞の生存率を未処理よりも向上させた。

### 免疫防御作用
紫外線を浴びるとランゲルハンス細胞の死滅や非活性化や、抗原を伴わないリンパ腺へのランゲルハンス細胞の遊走による免疫抑制が起こる。
PLエキスは、試験管研究でUVAおよびUVBの光誘発によるトランスウロカニン酸（t-UCA）の光異化性を抑制するという特性もある。つまり、皮膚免疫監視に直接関与する皮膚細胞と内因性分子の保護ができることが示唆されている。 試験管研究で、疑似太陽光の照射においてTNF-α（腫瘍壊死因子）とこれから誘導される誘導型一酸化窒素シンターゼ (iNOS) を抑制し、転写活性化並びにアポトーシスを阻害することで細胞生存率が上昇した。

### 細胞DNA保護作用
紫外線はDNAの損傷ももたらす。紫外線は2本のDNA鎖の融合（チミンダイマー）やDNA鎖の1本を切断（鎖切断）し、蛋白質による鎖の結合（タンパク質の架橋）をもたらす。DNA損傷は、チミンダイマーと日焼け細胞の増加によって検出ができる。そして、チミンダイマーには変異原性があり、発癌の原因となる。
PLエキスは紫外線照射によって生じる日焼け細胞数とチミンダイマー数を減少させ、DNA損傷を減少する。

### 皮膚構造の保存
紫外線を暴露し続けると光老化と呼ばれる皮膚の肥厚、弾力の喪失、しわやたるみといった状態に陥る。光老化は、線維芽細胞への直接的な損傷とMMP（マトリックスメタロプロテアーゼ）産生増加によって引き起こされる。
PLエキスは試験管研究でUV照射によって誘発されるヒトの線維芽細胞の変化、すなわちFアクチンに基づく細胞骨格構造の破壊、チューブリン細胞骨格の癒合を減少する。またUV照射によって誘発されるMMPの産生を抑制する。また、皮膚線維芽細胞、紫外線照射線維芽細胞及びメラノーマ細胞におけるマトリックスメタロプロテアーゼと阻害物質（線維性コラーゲン、形質転換成長因子β）を調節することができるといわれている。
また、色素性皮膚障害である白斑は表皮のメラニン細胞減少によって生じる乳白色の脱色素斑（無色斑）を特徴とするが、PLエキスは免疫調節作用と抗酸化作用を持つことから、T細胞活性化に対する免疫調節作用があり、メラニン細胞に対する自己反応性T細胞の増殖を阻害又は減少させることが示唆されるため白斑の治療にも効果が期待されている。

## 有効性
人間の皮膚に塗布しUVB(紫外線B波)による紅斑、UVAによる光毒性反応を阻害した。紫外線によって紅斑を生じさせる必要な最小紅斑量 (MED) について、20名の研究でPLエキスを毎日1000mgを服用し、MEDは8日後に平均4.79%、15日後に14.57%、29日後に20.37%増加した。21人の健康な人では光増感剤ソラレンを併用したものも混ざっており、MEDは平均2.8倍(±0.59倍)に増加した。61名の悪性黒色腫のハイリスク群で、1日PLエキスを飲み、MEDは平均で約30%増加した。
小規模な9人の被験者で、PLエキスは経口投与24時間後に無投与と比較して、表皮1mm2あたりのランゲルハンス細胞の保存数が多い傾向があった（有意ではない）。10名で48-72時間後に経口のPLエキスでは未投与よりも光毒性が低く、日焼け細胞が少なく、ランゲハルス細胞は保存され、4か月後に色素沈着も少なかった。21名で外用および経口摂取では、無投与と比較してランゲルハンス細胞を光から防御した。10人でのランダム化比較試験では、PLエキスではミトコンドリアDNA欠失 (common deletion) は減少し、偽薬では増加した。20名でのランダム化比較試験では、240mgのPLエキスを朝晩2か月投与し、日焼けをした人、紫外線によって紅斑ができた人、紅斑の強さは、PLエキス服用では偽薬よりも少なかった。
経口のPLエキスを使って、白斑の人にPUVA療法かナローバンドUVB療法を併用したいくつかの二重盲検試験があり、色素が戻ることが偽薬より多く、ひとつの試験では頭部・首で多かったが体幹や四肢では偽薬との差はなかった。
アトピー性皮膚炎では、105人を対象としたランダム化比較試験で偽薬に比較してステロイド外用薬の使用量を減らす効果は見られなかったが、抗ヒスタミン薬の使用が減り痒みを減少させた。

## 副作用
2015年のレビューでは、19件のヒト対象の研究と6件の基礎研究が見つかり、1日あたり120mgから1080mgを摂取しており、まれな副作用は軽症から中等症の痒みや消化器症状の訴えで、十分な忍容性があった。